# Universitat Politècnica Nacional d'Atenes
a Universitat Politècnica Nacional d'Atenes (UPNA) (en grec: Εθνικό Μετσόβιο Πολυτεχνείο, EMΠ) és una universitat grega creada el 21 de gener de 1837. Fins als anys 1950, era l'única institució que oferia estudis d'enginyeria a Grècia,.lSempre és a universitat politècnica més graossai prestigiosa del país. L'adjectiu metsoviana fa referència a la localitat de Métsovo d'on procedien els mecenes que van finançar la institució.

## Història
El novembre de 1973, durant el Règim dels Coronels, els estudiants es van tancar al campus, van formar barricades i van instal·lar una emissora pirata des de la qual van cridar a la rebel·lió. El 17 de novembre, el govern va donar l'ordre d'entrar al campus per la força. Un tanc va trencar la porta principal i va obrir foc indiscriminat i va causar 28 morts. Va ser la fi de la rebel·lió. Aquest episodi va marcar el declivi de la Junta de coronels, que va caure a l'any següent.
En l'actualitat té al voltant de 700 professors, 1350 empleats i 10.000 estudiants en 7 facultats i 33 departaments, distribuïts al campus històric del carrer de Patission en el centre d'Atenes i el campus principal situat en el suburbi de Zografou, construït en els anys 1980.